# Young Millionaires
Young Millionaires est une série télévisée française créée par Igor Gotesman et diffusée depuis le 13 août 2025 sur la plate-forme Netflix.

## Synopsis
À Marseille, quatre adolescents remportent 17 millions d'euros au Loto, mais réalisent qu'ils ne peuvent pas encaisser leurs gains car ils ne sont pas majeurs.

## Distribution

### Personnages principaux
- Abraham Wapler : David
- Sara Gançarski : Jess
- Malou Khebizi : Samia
- Calixte Broisin-Doutaz : Léo

### Personnages secondaires
- Jeanne Boudier : Victoire
- Florian Lesieur : Tom (demi-frère de Léo)

### Invités
- Victor Bonnel : Paul
- Margot Heckmann : Cloé
- Alexis Rosenstiehl : Jordan
- Elma Urriaga : Carla
- Allan Marcelli : Karim
- Stéphan Wojtowicz : M. Pivot (professeur des personnages principaux)
- Charles Bousquet : Coach Sofian
- Paul Pina : Pacôme
- Clélia Barnoin : Caro
- Léopold Pélagie : Marvin
- Stéphane Brel : Franck Verracci
- Sophie Garagnon : Dr Peyroche
- Idir Azougli : Samir
- Leyla Doriane : Joumana Verracci
- Delphine Baril : Évelyne
- Nail Saboh : Nolan
- Kassim Saboh : Steve
- Marine Alix : Sybille
- Orane Roncil : Zoé
- Louise Coldefy : Rita
- Florence Gotesman : Mme Grinberg
- Elisabeth Beltram : Gwenaëlle
- Roland Munter : M. Simon
- Yann Chermat : M. Desrameaux
- Alban Casterman : interprète Flamand
- Sarah Bensoussan : Mme Chamois
- Enzo Marzanato : Rémy
- Olivier Cabassut : Stéphane Lecarpentier

## Production

### Fiche technique
- Création : Igor Gotesman
- Réalisation : Mohamed Chabane, Igor Gotesman, Tania Gotesman, Théo Jourdain
- Scénario : Igor Gotesman, Tania Gotesman, Steven Mitz, Mahault Mollaret, Carine Prévôt
- Pays de production :  France
- Langue originale : français

## Bande originale
Liste des titres
| No  | Titre                                                      | Durée |
| --- | ---------------------------------------------------------- | ----- |
| 1.  | Générique début                                            |       |
| 2.  | Romance (feat. Lisandro Cuxi)                              |       |
| 3.  | Course-poursuite                                           |       |
| 4.  | Samia (feat. Béesau)                                       |       |
| 5.  | Suspense                                                   |       |
| 6.  | Mélancolie                                                 |       |
| 7.  | Le corbeau                                                 |       |
| 8.  | Talith                                                     |       |
| 9.  | Golf                                                       |       |
| 10. | Émotif                                                     |       |
| 11. | Game Plan                                                  |       |
| 12. | Bar-mitsvah                                                |       |
| 13. | Young Millionaire (feat. Florian Lesieur & Abraham Wapler) |       |
| 14. | Générique fin (feat. Béesau)                               |       |

## Épisodes
| № | Titre            | Première diffusion |
| --- | ---------------- | ------------------ |
| 1 | Treize           | 13 août 2025       |
| Avec leur ticket de loto gagnant, David, Jess, Léo et Samia vivent leur meilleure vie dans le luxe, avant de comprendre que récupérer l'argent, pour le coup, c'est pas gagné.      |                  |                    |
| 2 | Plein plexus     | 13 août 2025       |
| Cherchant désespérément à récupérer leurs gains, Jess se fait passer pour la fille d'un prof, tandis que David et Léo s'infiltrent dans un hôpital avec un brancard et zéro plan.   |                  |                    |
| 3 | Comme Britney    | 13 août 2025       |
| Alors que Victoire entre dans la mêlée, David s'enfonce dans ses dettes, et Léo fait face à des embrouilles familiales à cause d'une soirée coûteuse.                               |                  |                    |
| 4 | La vraie justice | 13 août 2025       |
| Quand le secret du jackpot s'ébruite à cause de Léo, Jess invente une histoire, mais son plan va leur coûter quelques billets et attirer l'attention de mauvaises personnes.        |                  |                    |
| 5 | Pay or Play      | 13 août 2025       |
| La bande se met bien, entre coupes de champagne et saumon, jusqu'au moment où des messages mystérieux menacent d'exposer leurs manigances. Tom tente de déchiffrer un code bizarre. |                  |                    |
| 6 | Surprise!        | 13 août 2025       |
| David et Samia traquent un maître chanteur à travers la ville. De son côté, Jess précipite un évènement... au cas où un petit tour en prison casserait l'ambiance.                  |                  |                    |
| 7 | Curry Végé       | 13 août 2025       |
| La bande trouve une solution pour mettre fin au chantage, mais encore une fois, ils ont besoin de la coopération de Victoire. Léo finit par avouer ses sentiments.                  |                  |                    |
| 8 | Game Over        | 13 août 2025       |
| La fête d'anniversaire de David est la dernière chance pour les ados de reprendre la situation en main, mais il est de plus en plus compliqué de savoir à qui faire confiance.      |                  |                    |

## Accueil critique
En France, le site Allociné attribue une moyenne de 3,5⁄5, d'après l'interprétation de 4 critiques de presse.